# سيليست مندوزا
سيليست مندوزا هي مغنية وموسيقية كوبية، ولدت في 6 أبريل 1930 في مدينة سانتياغو دي كوبا في كوبا، وتوفيت في 22 نوفمبر 1998 في هافانا في كوبا.

## وصلات خارجية
- سيليست مندوزا على موقع ميوزك برينز (الإنجليزية)
- سيليست مندوزا على موقع أول ميوزيك (الإنجليزية)
- سيليست مندوزا على موقع ديسكوغز (الإنجليزية)